# Quảng Định
Quảng Định là một xã thuộc huyện Quảng Xương, tỉnh Thanh Hóa, Việt Nam.

## Địa lý
Xã Quảng Định nằm ở phía bắc của huyện Quảng Xương, có vị trí địa lý:
- Phía đông giáp thành phố Thanh Hóa và thành phố Sầm Sơn
- Phía tây giáp thị trấn Tân Phong
- Phía nam giáp xã Quảng Đức
- Phía bắc giáp thành phố Thanh Hóa.

## Lịch sử
Vùng đất thuộc xã Quảng Định ngày nay, vào đầu thế kỉ 19 thuộc tổng Lưu Vệ, huyện Quảng Xương, phủ Tĩnh Gia, nội trấn Thanh Hóa.
Trước năm 1945, xã có tên xã Vĩ Bạc.
Sau năm 1945, xã thuộc xã Đinh Công Tráng, huyện Quảng Xương.
Năm 1948, các xã Đinh Công Tráng và Phan Đình Phùng sáp nhập thành xã Quảng Định gồm 10 làng, tên gọi Quảng Định xuất hiện từ đây.
Năm 1954, một phần lãnh thổ xã Quảng Định được tách ra để lập các xã Quảng Đông và Quảng Thành.

## Hành chính
Xã Quảng Định mới gồm 4 làng. Năm 1966 tách làng Bái Trúc nhập vào xã Quảng Tân, hiện nay có các làng:
- Trung Đình (Thôn 11)
- Thượng Đình hay Phượng Đình (Thôn 12)
- Định Thanh (Thôn 13)
- Tiên Vệ (Thôn 14) đầu thế kỉ 19 là thôn Quang Vệ thuộc xã Lưu Vệ, tổng Lưu Vệ; đến thời Đồng Khánh đổi thành Tiên Vệ.